# Philine
Philine is een geslacht van weekdieren uit de klasse van de Gastropoda (slakken).

## Soorten
- Philine abyssicola Valdés, 2008
- Philine alboides Price, Gosliner & Valdés, 2011
- Philine amabilis A. E. Verrill, 1880
- Philine angasi (Crosse, 1865)
- Philine angulata Jeffreys, 1867
- Philine antarctica E. A. Smith, 1902
- Philine aperta (Linnaeus, 1767)
- Philine apertissima E. A. Smith, 1902
- Philine approximans Dautzenberg & H. Fischer, 1896
- Philine araneosa van der Linden, 1995
- Philine argentina Carcelles, 1947
- Philine auriformis Suter, 1909
- Philine azorica Bouchet, 1975
- Philine babai Valdés, 2008
- Philine bakeri Dall, 1919
- Philine baxteri Valdés, Cadien & Gosliner, 2016
- Philine beachportensis Verco, 1909
- Philine berghi E. A. Smith, 1910
- Philine buchensis Caballer & Ortea, 2015
- Philine burrowsi Burn, 1961
- Philine caballeri Ortea, Espinosa & Moro, 2001
- Philine caledonica Risbec, 1951
- Philine calva van der Linden, 1995
- Philine candeana (d'Orbigny, 1841)
- Philine catena (Montagu, 1803) (Ketting-schepje)
- Philine cerebralis Malaquias, Ohnheiser, Oskars & Willassen, 2016
- Philine columnaria Hedley & May, 1908
- Philine complanata Watson, 1897
- Philine confusa Ohnheiser & Malaquias, 2013
- Philine constricta Murdoch & Suter, 1906
- Philine cumingii (A. Adams, 1862)
- Philine denticulata (J. Adams, 1800)
- Philine dentiphallus Gonzales & Gosliner, 2014
- Philine elegans Bergh, 1905
- Philine exigua Challis, 1969
- Philine falklandica Powell, 1951
- Philine fenestra Price, Gosliner & Valdés, 2011
- Philine gelida van der Linden, 1995
- Philine gouldi Doello-Jurado, 1918
- Philine grandioculi Ohnheiser & Malaquias, 2013
- Philine guineensis Ev. Marcus & Er. Marcus, 1966
- Philine habei Valdés, 2008
- Philine harrisae Valdés, Cadien & Gosliner, 2016
- Philine hemphilli Dall, 1919
- Philine infortunata Pilsbry, 1895
- Philine infundibulum Dall, 1889
- Philine intricata Monterosato, 1884
- Philine iris Tringali, 2001
- Philine kerguelensis Thiele, 1925
- Philine kinglipini Tchang, 1934
- Philine kurodai Habe, 1946
- Philine lima (Brown, 1827)
- Philine lucida Dall, 1927
- Philine malaquiasi Valdés, Cadien & Gosliner, 2016
- Philine mcleani Valdés, Cadien & Gosliner, 2016
- Philine mera Ev. Marcus & Er. Marcus, 1969
- Philine monilifera Bouchet, 1975
- Philine monterosati Monterosato, 1874
- Philine multipapillata Gonzales & Gosliner, 2014
- Philine orca Gosliner, 1988
- Philine orientalis A. Adams, 1854
- Philine paucipapillata Price, Gosliner & Valdés, 2011
- Philine pittmani Gonzales & Gosliner, 2014
- Philine planata Dall, 1889
- Philine polystrigma (Dall, 1908)
- Philine powelli Rudman, 1970
- Philine puka Price, Gosliner & Valdés, 2011
- Philine punctata (J. Adams, 1800) (Gestippeld schepje)
- Philine quadripartita Ascanius, 1772 (Gewoon schepje)
- Philine rubra Bergh, 1905
- Philine rubrata Gosliner, 1988
- Philine rugosula Dautzenberg & H. Fischer, 1896
- Philine sagra (d'Orbigny, 1841)
- Philine sarcophaga Price, Gosliner & Valdés, 2011
- Philine scalpta A. Adams, 1862
- Philine schrammi Malaquias, Ohnheiser, Oskars & Willassen, 2016
- Philine striatula Monterosato, 1874
- Philine striolata A. Adams, 1862
- Philine talismani Sykes, 1905
- Philine tepikia Rudman, 1970 †
- Philine teres Hedley, 1903
- Philine tincta A. E. Verrill, 1882
- Philine trapezia Hedley, 1902
- Philine umbilicata Murdoch & Suter, 1906
- Philine vaillanti Issel, 1869
- Philine ventricosa (Jeffreys, 1865)
- Philine verdensis Gonzales & Gosliner, 2014
- Philine vestita (Philippi, 1840)
- Philine wareni Valdés, Cadien & Gosliner, 2016